# Vardan Ier Mamikonian
Pour l’article homonyme, voir Vardan Mamikonian.
Vardan Ier Mamikonian (en arménien Վարդան Ա Մամիկոնյան ; mort en 365) est un prince arménien de la famille Mamikonian.

## Biographie
Selon Christian Settipani, il est fils de Hamazasp Mamikonian, lui-même fils d'Artavazd Ier Mamikonian. Pour Cyrille Toumanoff, c'est un fils d'Artavasde II. Dans les deux cas, il est frère de Vasak et de Vahan l'Apostat.
À cette époque régnait en Arménie le roi Tigrane VII qui se comportait comme un tyran envers l'Église et la noblesse. Il décida d'exterminer deux grandes familles féodales, les Rechtouni et les Arçrouni, mais Vasak et Artavazd Mamikonian réussirent à sauver deux enfants, Tadjat Rechtouni et Šavasp Arçrouni, mais ils durent se réfugier dans le Tayk avec Vardan.
Le successeur de Tigrane, Arsace II, rappelle les deux frères Vasak et Vardan, les rétablit dans leurs domaines et leur confie les charges d'Artavazd, mort entre-temps : Vasak devient sparapet et Vardan chef de clan. Les deux enfants sauvés, quant à eux, épousent des filles ou des sœurs de Vasak.
Mais l'Arménie devient l'enjeu de guerres entre Rome et les Sassanides, et les vues politiques des deux frères finissent par diverger : Vasak Mamikonian devient le chef du parti pro-romain, tandis que son frère Vardan prend la tête des partisans des Perses. À l'instigation de la reine Pharantzem et de Vasak, Arsace II ordonne la mort de Vardan, qui est massacré dans son château d'Erakhani. Vasak devient alors le chef du clan Mamikonian.

## Postérité
Selon Cyrille Toumanoff, Vardan est le père de :
- Vardan, mort jeune,
- Sandoukht, mariée au catholicos Nersès Ier.

Christian Settipani ne mentionne pas Sandoukht, mais émet l'hypothèse d'une autre fille, Vardanoyš, l'épouse de Manouel Mamikonian.